# Chester Carlson
Chester Floyd Carlson (Seattle, Washington, EE.UU., 8 de febrer de 1906 - 19 de setembre de 1968) va ser un físic, inventor i empresari estatunidenc.
Va ser l'inventor de l'electrofotografia, la qual més endavant rebria el nom comercial de xerografia. Va crear l'empresa Xerox. El 1931 va descobrir un material fotoconductor que es carregava d'electricitat estàtica només a les zones il·luminades, la qual cosa li va portar a desenvolupar la fotocopiadora, tenint gran èxit. (1959).